# Acraea cottrelli
Acraea cottrelli är en fjärilsart som beskrevs av Francis Gard Howarth 1969. Acraea cottrelli ingår i släktet Acraea och familjen praktfjärilar. Inga underarter finns listade i Catalogue of Life.